# Station Brunstatt
Station Brunstatt was een spoorwegstation in de Franse gemeente Brunstatt-Didenheim.

## Geschiedenis
Het station is op 11 december 2011 gesloten, om ruimte vrij te maken voor TGV-treinen tussen Mulhouse en Belfort.